# Antimima limbata
Antimima limbata är en isörtsväxtart som först beskrevs av Nicholas Edward Brown, och fick sitt nu gällande namn av H. E. K. Hartmann. Antimima limbata ingår i släktet Antimima och familjen isörtsväxter. Inga underarter finns listade i Catalogue of Life.